# Gurnal Dubs
Der Gurnal Dubs ist ein See im Lake District, Cumbria, England. Der See liegt östlich von Staveley und westlich des Potter Fell.
Der See wurde durch einen Damm aus ursprünglich drei getrennten Seen von der Familie Fothergill geschaffen und ist auch als Fothergill Tarn bekannt. Ein Bootshaus steht an der Östlichen Seite des Sees.
Der See hat einen unbenannten Zufluss an seiner Nordseite und einen unbenannten Abfluss an seiner Westseite, in den auch der Abfluss des westlich gelegenen Potter Tarn mündet und der in den River Kent mündet.